# Dena

Denes de l'antic terme de Morella

Una dena és la subdivisió administrativa del terme de Morella (els Ports). En tractar-se d'un terme municipal força extens (el més gran de la província de Castelló) i amb viles i masos disseminats al llarg i ample, s'ha impulsat la dena com una forma perquè l'ajuntament arribe a tots els indrets. El seu origen és incert a causa de la crema de l'Arxiu Municipal de Morella el 1840. Cada dena té un caràcter demogràfic i agrupa un nombre indeterminat de masos i viles que romanen properes. Té una pròpia capital que servix de lloc de reunió per als veïns i per celebrar determinades festivitats.
El terme dena (cf. desena) prové de deu, el nombre de divisions tradicionals. Actualment n'hi ha 12, en sumar-se les parròquies d'Herbeset i la Pobleta d'Alcolea, que tenien furs autònoms. Aquestes dotze són (entre parèntesis la capital):
- Dena de Castellons (Torre Ciprés)
- Dena de Coll i Moll (Casa Gran)
- Dena de la Font d'en Torres (Torre Madó)
- Dena d'Herbeset (Herbeset)
- Dena dels Llivis (Torre Querol)
- Dena de Morella la Vella (Palau)
- Dena de Muixacre (La Llàcua)
- Dena Primera del Riu (Mas del Beat)
- Dena de la Pobla d'Alcolea (la Pobla d'Alcolea)
- Dena de la Roca (Palos Vell)
- Dena Segona del Riu (Hostal Nou)
- Dena de la Vespa (Mas de la Reineta)

L'alcaldia de Morella té un delegat en cada dena, l'anomenat alcaldillo, que té com a obligacions difondre i comunicar als habitants de la zona els edictes i avisos de l'ajuntament.